# Pandora's Box (computerspel)
Pandora's Box is een computerspel ontwikkeld door Alexey Pajitnov, de uitvinder van Tetris, en uitgebracht door Microsoft in 1999.

## Verhaal
Pandora heeft chaos teweeggebracht door zeven onheilsgoden te laten ontsnappen: Maui, Puck, Eris, Coyote, Monkey, Anansi en Raven. De speler moet de wereld rondreizen om deze goden te vangen. Hiervoor moet hij diverse puzzels oplossen. Een onheilsgod wordt gevangen wanneer een aantal puzzels opgelost is.

## De puzzels
De puzzels bestaan niet uit denkraadsels, maar kan men het best vergelijken met een gewone legpuzzel. De afbeelding is meestal de skyline van een stad (vb.: Londen), een bekend beeld (vb.: David van Michelangelo), een schilderij (vb.: Mona Lisa), een voorwerp met archeologische waarde (vb.: een Sfinx) ...
In totaal bestaat het spel uit meer dan 400 puzzels uit een van onderstaande categorieën.
Find and fillDe speler ziet aan de linkerkant een gekend schilderij. In het rechtervak worden de contouren van een aantal voorwerpen van dat schilderij transparant afgebeeld. (Er zijn dus bijvoorbeeld de contouren van een paard, persoon, boom op elkaar te zien). Met behulp van een eenvoudig kleurpalet moet men elk voorwerp eenzelfde kleur geven (vb: alle vlakken van het paard in het wit, van de persoon in het blauw en van de boom in het rood).
Focus PointDe puzzel is verdeeld in vakken van verschillende grootte. Alle nodige puzzelstukken zitten reeds in een willekeurig vak. Het puzzelstuk neemt de afmetingen aan van het vak waarin het zich bevindt. Bedoeling is dat de speler elk puzzelstuk in het juiste vak plaatst. Aan de hand van dimensies kan de speler ongeveer inschatten welk stuk in welk vak moet.
Image HoleDe speler krijgt een zwart vlak te zien. Over dat vlak gaan een of meerdere lichtpunten die dat deel van de puzzel tonen. Aan de linkerkant bevinden zich enkele voorwerpen die ook op de puzzel staan. Bedoeling is dat men het puzzelstuk aan de linkerkant op de juiste plaats op het schilderij zet.
Jesse's StripsDe puzzel is verknipt in diverse vormen (vierkanten, rechthoeken, L-vormen ...).
Lens BenderMeestal krijgt de speler een leeg vak te zien met daarrond enkele vergrootglazen in verschillende vormen. Onder de vergrootglazen worden diverse stukken van de puzzel getoond. Bedoeling is om het juiste puzzelstuk onder het juiste vergrootglas te brengen. Daarna kan het puzzelstuk op de puzzel gelegd worden.
Outer LayerDe puzzel is een 3D-voorwerp dat gedraaid kan worden. Het voorwerp wordt in zwart-wit afgebeeld en is verdeeld in diverse vakken. Links naast het voorwerp staan alle puzzelstukjes die in het juiste vak moeten geplaatst worden.
OverlapDeze puzzel komt het best overeen met een standaard legpuzzel alleen dat stukken elkaar kunnen overlappen.
RotascopeOver de tekening staan drie cirkels. Elke cirkel bestaat uit enkele vakken. Elke cirkel kan naar links/rechts gedraaid worden. Vakken kunnen van de ene naar de andere cirkel omgewisseld worden.
SlicesDe puzzel is meestal een beeld (vb.: sfinx, ridder ...). De puzzelblokjes bestaan uit de ledematen (voeten, benen, onderlijf, bovenlijf, arm, hoofd ...). De speler dient de puzzelblokjes op de correcte manier in elkaar te steken.

## Onthaal
De graphics in het spel zijn van hoogstaande kwaliteit, toch zeker voor de tijd waarin het spel op de markt kwam. Het nadeel is dat er maar een aantal categorieën zijn en dat het spel na verloop van tijd kan vervelen omdat men altijd hetzelfde moet doen. Over het algemeen vindt men de categorieën image hole en find and fill uiterst vervelend.